# 95

## Події
- Консули Рима: Тит Флавій Доміціан та Тіт Флавій Клемент
- Квінтиліан видає «Повчання оратору» (лат. Institutio Oratoria)
- бл. 95 р. написання Апокаліпсиса апостолом Іваном.
- Свево-сарматська війна Доміціана
- Доміціанова дорога

## Померли
- Маній Ацилій Глабріон — політичний діяч Римської імперії.
- Флавій Скорп — один з видатніших давньоримських колісничих часів ранньої Римської імперії.